# Brühlbach (Aalenbach)
Der Brühlbach ist ein knapp einen Kilometer langer Bach in der Stadtteilgemarkung Großaltdorf der Kleinstadt Vellberg im Landkreis Schwäbisch Hall im nordöstlichen Baden-Württemberg. Nach recht beständig nordwestlichem Lauf mündet er am unteren Ortsrand des Weilers Lorenzenzimmern von links in den oberen Aalenbach.

## Geographie

### Verlauf
Der Brühlbach entsteht südöstlich von Lorenzenzimmern am Beginn seiner Talmulde zwischen den Feldgewannen Bergäcker im Nordosten und Strütäcker im Südwesten neben dem beide erschließenden Feldweg in einem kleinen Klingenwäldchen auf etwa 456 m ü. NHN. Sich dabei fast bis zuletzt nur wenig von dieser Feldwegsteige entfernend, fließt der Bach am lange rechts begleitenden Hangfuß der Bergäcker entlang und vor dem sich schnell westwärts entfernenden der Strütäcker an der anderen Talseite recht gerade durch die Langen Wiesen und später die Hofäcker nach Nordwesten.
Auf noch etwa 417 m ü. NHN passiert er linksseits eine landwirtschaftliche Gebäudegruppe, an der ein ähnlich langer Bach mit Quelle am Sporn Horn nach größtenteils entlang von Feldwegen geführtem Lauf zumündet, und etwas entfernt rechtsseits den vom restlichen Weiler Lorenzenzimmern getrennten Siedlungsteil um den Fliederweg. Zwischen den letzten Häusern Lorenzenzimmers entlang dieser Landesstraße unterquert er die in Richtung Großaltdorf laufende L 1040. Nach kurzem Restlauf, wieder neben einem Feldweg entlang dem Lorenzenzimmerner Siedlungsrand, mündet er schließlich auf etwa 407 m ü. NHN von links in den oberen Aalenbach.
Der Brühlbach mündet nach einem 0,9 km langen Lauf mit mittlerem Sohlgefälle von etwa 52 ‰ rund 49 Höhenmeter unterhalb seines Ursprungs.

### Einzugsgebiet
Der Brühlbach hat ein etwa 0,6 km großes Einzugsgebiet. Von ihm liegen, naturräumlich gesehen, die oberen südöstlichen Teile in den Bergäckern, den Strütäcker und auf dem Horn mitsamt den Oberhängen darunter im Unterraum Burgberg-Vorhöhen und Speltachbucht der Schwäbisch-Fränkischen Waldberge, die tieferen nordwestlichen der Mündung zu dagegen im Unterraum Haller Ebene der Hohenloher und Haller Ebene. Die Höhengewanne bilden eine recht flache Hochebene auf bis etwa 462 m ü. NHN. Politisch gesehen gehört das Gebiet zur Gänze zur Stadtteilgemarkung Großaltdorf der Kleinstadt Vellberg. Die Besiedlung darin beschränkt sich auf Anteile des Weilers Lorenzenzimmern.
Reihum liegen die Einzugsgebiet der folgenden Nachbargewässer:
- Im Nordosten hinter dem Sporn der Bergäcker läuft der Bach aus der Teufelsklinge etwa in selber Richtung noch vor Lorenzenzimmern zum Aalenbach;
- im Südsüdosten liegt hinter der höchsten und hydrologisch bedeutendsten Wasserscheide durch Bergäcker und Strütäcker das Quellgebiet des Oberspeltacher Lanzenbachs, eines Oberlaufs der Speltach, die zur Jagst entwässert, während der Brühlbach-Vorfluter Aalenbach über die Bühler den Kocher speist;
- im Südwesten fließt hinter dem Horn der Zimmerbach weiter abwärts in den Aalenbach.

### Zuflüsse
Liste der Zuflüsse Seen von der Quelle zur Mündung. Gewässerlänge, Einzugsgebiet und Höhe nach den entsprechenden Layern auf der Onlinekarte der LUBW. Andere Quellen für die Angaben sind vermerkt.
Ursprung des Brühlbachs auf etwa 456 m ü. NHN in einem kleinen Wäldchen des oberen Steigenwegs zu Bergäckern und Strütäckern südöstlich über Vellberg-Lorenzenzimmern.
- (Bach vom Horn), von links und etwa Südwesten auf etwa 417 m ü. NHN an einem landwirtschaftlichen Gebäude gegenüber dem Fliederweg, ca. 0,7 km und über 0,2 km². Entspringt auf etwa 442 m ü. NHN in einer kleinen Klinge zwischen Horn im Westen und Strutäckern im Südosten.

Mündung des Brühlbachs von links und Südosten auf etwa 407 m ü. NHN am unteren Ortsrand von Lorenzenzimmern in den Aalenbach. Der Bach ist 0,9 km lang und hat ein 0,6 km² großes Einzugsgebiet.

## Geologie
Im Einzugsgebiet des Brühlbachs liegt weit überwiegend Gipskeuper (Grabfeld-Formation), der sich von der südsüdöstlichen Wasserscheide bis hinunter an den alten Ortsrand von Lorenzenzimmern herabzieht. Die scharfe obere Hangkante an den Höhengewannen Beräckern, Strutäckern und Horn ist wohl durch die dolomitisierte Corbula-Schicht (vormals Engelhofer Platte) im Untergrund der Hochfläche verursacht; jedenfalls tritt diese in etwa korrespondierender Höhe im Süden wie im Westsüdwesten auch außerhalb des Einzugsgebietes auf.
Unterhalb des Ortsrandes steht dann der Lettenkeuper (Erfurt-Formation) an, der in einem engen Schlauch um den Bachlauf dort mit Schwemmland überlagert ist, das mündungsnah in den Auenlehmstreifen längs des Aalenbachs übergeht.

## Natur und Schutzgebiet
Im Klingenwäldchen am oberen Ende seines Taleinschnittes liegt das Bett des Brühlbachs oft trocken. Danach fließt der Bach in einem sehr geraden Graben mit einer länglichen Feldhecke rechts am Ufer, dann bis zu seinem einzigen Zufluss nurmehr sporadischem Buschbewuchs am Ufer, woraufhin er dann bald völlig kahl weiterläuft.
Der Bachlauf hält sich bis zum Ende des rechtsseitigen Sporns der Bergäcker eng an dessen Fuß. Dort steht am Hang anfangs Wald, danach wird er zwischen einem Wäldchen am oberen Knick und Schlehenhecken am Fuß auf großer Fläche von einer als Naturdenkmal geschützten Hutweide mit Magerrasen und einzeln stehenden Bäumen und Büschen eingenommen.
Linksseits dagegen weitet sich der Taleinschnitt gleich nach der Quellklinge stark aus, unter den Strütäckern zieht diesseits die Linie des Bergfußes westwärts, am Oberhang steht Buschwerk und liegen Obstwiesen. Die Quelle des einzigen Zuflusses liegt dort an oder in einer weiteren kleinen Waldklinge nahe dem Spornansatz des Horns. Im weiteren Verlauf folgt der Quellabfluss bald rechtwinklig angelegten Feldwegen im flacheren Gelände, wo auf dieser Seite des Brühlbachs dann bis zur Mündung hin überwiegend Äcker liegen. Auch auf der flachen Hochebene über der Hangkante liegen durchweg Ackerflächen.

### LUBW
Amtliche Online-Gewässerkarte mit passendem Ausschnitt und den hier benutzten Layern: Lauf und Einzugsgebiet des Brühlbachs

Allgemeiner Einstieg ohne Voreinstellungen und Layer: Daten- und Kartendienst der Landesanstalt für Umwelt Baden-Württemberg (LUBW) (Hinweise)
1. 1 2 3 4  Höhe nach dem Höhenlinienbild auf dem Hintergrundlayer Topographische Karte.
2. 1 2  Länge nach dem Layer Gewässernetz (AWGN).
3. 1 2  Einzugsgebiet abgemessen auf dem Hintergrundlayer Topographische Karte.
4. ↑  Länge abgemessen auf dem Hintergrundlayer Topographische Karte.
5. ↑  Schutzgebiet nach den einschlägigen Layern, Natur teilweise nach dem Layer Biotop.

### Andere Belege
1. ↑  Wolf-Dieter Sick: Geographische Landesaufnahme: Die naturräumlichen Einheiten auf Blatt 162 Rothenburg o. d. Tauber. Bundesanstalt für Landeskunde, Bad Godesberg 1962. → Online-Karte (PDF; 4,7 MB)
2. ↑  Geologie nach den Layern zu Geologische Karte 1:50.000 auf: Mapserver des Landesamtes für Geologie, Rohstoffe und Bergbau (LGRB) (Hinweise)